# Seznam osebnosti iz Občine Dornava
Seznam osebnosti iz Občine Dornava vsebuje osebnosti, ki so se tu rodile, delovale ali umrle.
Občina Dornava ima 12 naselij: Bratislavci, Brezovci, Dornava, Lasigovci, Mezgovci ob Pesnici, Polenci, Polenšak, Prerad, Slomi, Strejaci, Strmec pri Polenšaku, Žamenci.

## Humanistika

### Umetnostna zgodovina
- Marjeta Ciglenečki (1954, Ljubljana), umetnostna zgodovinarka; urednica zbornika o Dornavi iz leta 2003
- Sergej Vrišer (1920, Ljubljana – 2004, Maribor), umetnostni zgodovinar, kulturni zgodovinar, muzeolog; ukvarjal se je tudi z baročnim dvorcem Dornava

### Jezikoslovje
- Peter Dajnko (1787, Črešnjevci – 1873, Velika Nedelja), filolog, nabožni pisatelj, slovničar, duhovnik; okrožni šolski nadzornik za Polenšak

## Medicina in veterina
- Marijan Borštnar (1915, Ljubljana – 1965, Ljubljana), psihiater; prvi ravnatelj Zavoda za usposabljanje, delo in varstvo Dornava; ZUDV se danes imenuje po njem
- Fran Brumen (1903, Kog – 1987, Ptuj), zdravnik in pisec
- Joško Nardin (1899, Gorica - 1988, Ljubljana), veterinar; na dražbi kupil posest v Polencih, ki jo je družina uporabljala kot letno rezidenco
- Ljuba Neudauer (1922, Celje – 1996, Ptuj), zdravnica
- Aleksander Jurij Matija Poznik (1921, Velike Lašče – 1996, Ptuj), zdravnik

## Pravo in podjetništvo
- Josef Ornig (1859, Hrastovec - 1925, Gradec), politik, gospodarstvenik; v Gradec poslal zahtevek za regulacijo Pesnice, ki je pogosto poplavljala in povzročala veliko škode; zaslužen za novo cesto Dornava-Žamenci, zgrajeno leta 1912
- Franc Šegula (1946, Dornava), podjetnik in župan
- Alojz Visenjak (1885, Žamenci - 1946), odvetnik

## Plemstvo
- Marija Rozalija Auersperg Attems (1816, Gradec – 1880, Gradec), grofica, slikarka; grofje Attems so odkupili posest z dvorcem Dornava; grofica Marija je v oporoki sina Teodorja obvezala, da dvorca Dornava ne sme prodati, saj bo le tako izpolnil njeno zadnjo voljo in zadnjo voljo svojega deda
- Anton Alexander von Auersperg (1806, Ljubljana - 1876, Gradec), pesnik, politik, gospodarstvenik; mož Marije grofice Auersperg Attems; na Dunaju je spoznal Franceta Prešerna - od tu govorice, da je bil Prešeren v Dornavi
- Guido Pongratz (1865 - 1943), gospodarstvenik, graščak; z ženo Josefino in sinom Rudolfom so bili zadnji lastniki dvorca Dornava do konca druge svetovne vojne
- Oskar Pongratz (1826, Slovenska Bistrica – 1892, Dunaj), odvetnik, podjetnik
- Franc Anton Sauer (umrl 1723), graščak; z ženo Mario Ano Gaschin sta začela obsežno prezidavo dvorca Dornava, ki je bila končana pred letom 1708

## Religija
- Franc Cvetko (1789, Dornava – 1859, Maribor), duhovnik, leksikograf, narodni buditelj, pesnik
- Mirko J. Godina (1901, Slope – 1983, Mount St. Francis, Indiana), duhovnik, redovnik, minorit
- Jožef Simon Huzjan (1755, Veržej - 1827), duhovnik; v župniji Sv. Marije na Polenšaku služboval 37 let
- Jožef Janžekovič (1868, Polenci – 1932, Lenart v Slovenskih goricah), duhovnik
- Maks Klanjšek (1931, Ptujska Gora – 2006, Ptuj), redovnik, duhovnik, zaslužen za ustanovitev samostojne župnije Sv. Doroteje v Dornavi
- Valentin Nemec (1835, Mezgovci ob Pesnici – 1894, Sv. Hema), duhovnik, profesor
- Mirko Pihler (1942, Pacinje – 2014, Ptuj), redovnik, duhovnik, pesnik, slikar

## Šolstvo in književnost
- Anton Ingolič (1907, Spodnja Polskava – 1992, Ljubljana), pisatelj in profesor
- Sebastjan Kristovič (1977, Ptuj), univerzitetni profesor, raziskovalec, logoterapevt
- Vlado Peteršič (1926, Dornava – 1999, Maribor), profesor, pisatelj, prevajalec
- Zmago Švajger (1910, Ptuj – 1942, Velike Lašče), učitelj, pisatelj, publicist
- Anton Velikonja (1942, Stranske Makole – 2005, Maribor), pedagog in župan
- Dragutin Zupančič (1896, Ptuj – 1977, Ptuj), učitelj, knjižničar, družbenopolitični delavec
- Franjo Žgeč (1896, Dornava – 1961, Celje), pedagog in sociolog

## Umetnost
- Franc Gornik (1857, Malečnik - 1908), slikar; prepleskal prezbiterij cerkve na Polenšaku
- Jožef Holzinger (1735, Limbuš – 1797, Maribor), kipar; zaslužen za celotno opremo cerkve na Polenšaku
- Jožef Hueber (1715, Dunaj - 1787, Gradec), arhitekt; v letih 1753-1755 je po naročilu Jožefa Tadeja grofa Attemsa izvedel prezidavo dvorca Dornava
- Alenka Kolšek (1957, Celje – 2006, Celje), krajinska arhitektka, konservatorka, strokovna piska (park ob dvorcu Dornava)
- France Mihelič (1907, Virmaše - 1998, Ljubljana), akademski slikar, grafik, ilustrator; v Dornavo je pogosto zahajal k prijateljem; navdih za Mrtvega kurenta naj bi Mihelič dobil v Dornavi, tudi slika Pustovanje na Ptujskem prikazuje Dornavo
- Gregor Samastur (1960, Ptuj), slikar, učitelj, likovni pedagog
- Boris Voglar (1971, Ptuj), fotograf; OŠ je obiskoval v Dornavi
- Ferdinand Quiquerez (1845, Budim - 1893), slikar; leta 1888 poklican na Polenšak, da poslika slavolok novo obnovljene cerkve s tempero in oljem
- Johann Caspar Waginger (? – 1718), freskant, slikar; zaslužen za freske v veliki dvorani dvorca Dornava (1708)

## Razno
- Martin Cajnko (1911, Mezgovci ob Pesnici – 1988, Mezgovci ob Pesnici), gasilec
- Zlatko Čuš (1960, Ptuj), elektrotehnik, raziskovalec; OŠ obiskoval v Dornavi
- Ciril Jeglič (1897, Gabrovka - 1988, Radovljica), agronom, strokovnjak za oblikovanje vrtov in krajine; v Dornavi je bil pomočnik za parkovno vrtnarstvo in obenem domači učitelj sinu graščaka Pongratza; napisal tudi nekaj zbirk črtic (vključene zgodbe iz časa službovanja v Dornavi, npr. Hitite, tecite ... k Zagoršku)
- Tatjana Majcen Ljubič (1978, Ptuj), športnica; OŠ obiskovala v Dornavi
- Jožef Pukšič (1921, Slomi – 2002, Beograd), agronom, strokovnjak v govedoreji
- Franc Zagoršak (1948, Žamenci), agronom, kulturni delavec